# Malcolm X
Malcolm X (Malcolm Little) rojen 19. maja 1925, umrl 21. februarja 1965, je bil ameriški muslimanski minister in aktivist za človekove pravice in vodilni v gibanju za civilne pravice. 
Po smrti očeta in hospitalizaciji matere je živel v rejniških domovih in pri sorodnikih. V mladosti je storil več zločinov zaradi katerih je 10 let preživel v zaporu, kjer se je pridružil temnopolti muslimanski verski organizaciji Nation of Islam (NOI). 12 let je bil najbolj znan predstavnik organizacije in je zagovarjal separacijo temnopoltih ter belcev in kritiziral prevladujoča gibanja za civilne pravice ter njihovo načelo nenasilnosti ter integracije. Skozi leta je bil subjekt številnih preiskav FBI. 
Po odhodu iz NOI je zamenjal vero in sprejel gibanje za civilne pravice. Po romanju v Meko je ustanovil Muslim Mosque Inc. (MMI) ter Organization of African American Unity (OAAU). Sčasoma se je njegov konflikt z NOI zaostroval in leta 1965 je bil umorjen v New Yorku.
Bil je kontroverzna osebnost obtožen širjenja rasizma ter nasilja. Še danes ostaja pomembna osebnost za muslimanske ter temnopolte skupnosti v Ameriki zaradi boja za enakopravnost. V Ameriki se v mnogih zveznih državah v njegovo čast praznuje 19. maja dan Malcolma X-a (Malcolm X Day).

### Mladost
Malcolm X je bil rojen 19. maja 1925 v Omahi, Nebraska, kot četrti od sedmih otrok Louise Helen Little in Earla Littla. Zaradi groženj Ku Klux Klana se je družina leta 1926 preselila v Milwaukee in kmalu zatem v Lansing, Michigan, kjer so jih pogosto nadlegovali člani bele rasistične skupine Black Legion. Pri štirih letih je Malcolmu umrl oče v prometni nesreči. V družini je nastala denarna stiska. Ko je leta 1937 mater zapustil še morebiten partner, je doživela živčni zlom. Otroci so bili poslani v rejništvo.
Malcolm je obiskoval srednjo šolo West Junior High School v Lansingu, katero je opustil po botrovalnih komentarjih profesorja. Leta 1943 je živel v črnski četrti Harlem in se ukvarjal s preprodajo drog, kockanjem, ropanjem in drugimi dejavnostmi. 
Ko je bil vpoklican v drugo svetovno vojno, je hlinil mentalno motenost in bil uradno nekvalificiran za služenje. Pozno leta 1945 se je vrnil v Boston, kjer je s štirimi drugimi roparji oropal serijo bogatih belskih hiš. Leta 1946 je bil aretiran in je šel v zapor Norfolk Prison Colony za 8 do 10 let.

### Nation of Islam (NOI)

#### Zapor
V zaporu so Malcolma prepričevali njegovi bratje, da naj se pridruži združenju Nation of Islam, ki bi afriške skupnosti po svetu vrnilo nazaj na svoj rodni kontinent. Nekateri so ga v tem obdobju klicali satan zaradi sovražnosti do kakršnekoli religije. Leta 1948 je pisal Elijahu Muhammadu, voditelju NOI. Ta mu je svetoval, naj se pokori za preteklost, prikloni in moli k Bogu. Kljub temu, da je to sprva težko storil, je Malcolm postal član organizacije in ostal v stiku z Elijahom. 
V letu 1950 je FBI začel z njegovo preiskavo. Malcolm se je v tem času razglasil za komunista in v pismu predsedniku Trumanu odkrito nasprotoval korejski vojni, istega leta se je tudi začel podpisovati kot Malcolm X. Privržence vere je nagovarjal, da opustijo priimek, ki so ga dobili od sužnjelastnikov in ga zamenjajo z X-om, ki predstavlja pravo, izgubljeno ime prednikov.

#### Minister NOI
Leta 1953 je postal asistent ministra Templa št. 1 (tako so imenovali mošeje) v Detroitu, nato je ustanovil Temple št. 11. v Bostonu. Marca 1954 je povečal Temple št. 12 v Philadelphiji in Temple št. 7 v Harlemu. Nadzoroval ga je tudi FBI, ki je pozornost iz komunizma preusmeril na njegov napredek v organizaciji. Leta 1955 je ustanovil še Temple v Springfieldu, Hartfordu in Atlanti. 
Takrat je spoznal tudi Betty Sanders, ki se je preimenovala v Betty X in jo kasneje poročil. Skupaj sta imela šest hčera: Attallah, Qubilah, Ilyasah, Gamilah Lubumbah ter dvojčici Malikah in Malaak. 

#### Vpliv na NOI
Malcolm X je bil poleg Elijaha Muhammada najbolj vpliven član NOI. Po različnih ocenah naj bi prispeval k povečanju organizacije iz 1000 na 25 do 50 tisoč članov. K pridružitvi je prepričal tudi boksarja Cassiusa Claya, ki ga je kasneje Elijah preimenoval v Muhammada Alija. 

#### Odhod iz NOI
Malcolmova razdvojitev z Elijahom se je začela z incidentom v Los Angelesu, na katerega slednji Malcolmu ni odobril upora proti policijskemu nasilju. Poleg tega je bilo odkrito tudi Elijahovo posilstvo osmih deklet, česar Malcolm ni podpiral, mediji pa so prav tako več pozornosti namenili Malcolmu, ne pa voditelju NOI, kar je dodatno razburilo Muhammada.
8. marca 1964 je zato Malcolm javno razglasil odhod iz NOI, saj ga je organizacija preveč omejevala.

### Delovanje po zapustitvi NOI
Po zapustitvi NOI je ustanovil versko organizacijo Muslim Mosque, Inc. (MMI) in posvetno organizacijo Organization of Afro-American Unity (OAAU), ki je zagovarjala panafrikanizem. Aprila, 1964 Malcolm X nastopi z govorom “The Ballot or the Bullet” (glasovnica ali metek), v katerem izrazi pobudo Afroameričanom naj uveljavijo svojo volilno pravico, a opozoril, da bodo morali v primeru nadaljnjega preprečevanja popolne enakopravnosti Afroameričanov s strani vlade, poseči po orožju. 

#### Afrika
V letih po zapustitvi NOI je veliko potoval. Trikrat je obiskal Afriko, kjer je spoznal politike, dajal intervjuje, govoril na radijskih in televizijskih oddajah v različnih afriških državah. V Kairu se je X udeležil drugega sestanka Organizacije afriške enotnosti (Organization of African Unity) kot član OAAU. Po koncu tretjega obiska je spoznal vse glavne afriške voditelje. 

#### Združeno kraljestvo
V Združenem kraljestvu se je X udeležil debate v Oxfordu, katere tema je bila izjava ameriškega predsedniškega kandidata Barryja Goldwaterja “Extremism in Defense of Liberty is No Vice; Moderation in the Pursuit of Liberty is No Virtue”(Ekstremizem v obrambi svobode ni pregrešnost, zmernost v iskanju pravičnosti ni vrlina). X je v debati zagovarjal resničnost trditve. V govoru je zavrnil oznako temnopolti musliman in trdil, da je musliman, ki je po naključju temnopolt. Vero je omenil le dvakrat saj si je prizadeval odstraniti svojo podobo »jeznega temnopoltega muslimanskega ekstremista”. Leta 1965 je 5. februarja v Londonu nagovoril udeležence prvega srečanja Council of African Organizations (Svet afriških organizacij). 

#### ZDA
V ZDA je Malcolm X nagovoril številne množice. Pogosto je govoril na srečanjih MMI ter OAAU (organizacija afroameriške enotnosti) in univerzitetnih kampusih. Nagovoril je tudi srečanje Socialistične delavske stranke (Socialist Workers Party, SWP).

### Grožnje ter atentat
Čez leto 1964 se je njegov konflikt z NOI zaostroval in Malcolm X je bil mnogokrat ustrahovan. 
Februarja vodja mošeje Temple št. 7 naroči razstrelitev Malcolmovega osebnega vozila. Deseto aprilska izdaja časopisa Muhammad speaks (“Muhammad govori”) vsebuje karikaturo odrezane poskakujoče glave Malcolma. 8. junija FBI posname telefonski klic v katerem Malcolmovi soprogi povedo, da je njen mož “obsojen na smrt”. 19. februarja 1965 Malcolm pove novinarju Gordonu Parksu, da ga NOI aktivno želi ubiti. 21. februarja se pripravlja, da nagovori publiko OAAU v Manhattanu, ko v publiki izbruhne nemir. Medtem, ko Malcolm s svojimi telesnimi stražarji želi umiriti nemir, ga moški z odrezano puško ustreli, še dva pa z polavtomatskimi pištolami planita na oder. 
Obdukcija je odkrila 22 strelnih ran. Policija je za umor aretirala Thomasa Hagana, Khalila Islama ter Muhammada Abdula Aziza. Vsem trem je bila določena dosmrtna kazen. Med sojenjem je Hagan priznal svojo krivdo, a zanikal vpletenost Islama ter Aziza. Ta sta bila tudi kasneje oproščena kazni. Po oprostitvi so se pojavila vprašanja o vlogi NOI v Malcolmovem atentatu, nekateri so sumili celo vlogo FBI ter CIA.
Njegova smrt je odmevala po vsem svetu. Pogreb je bil predvajan na televiziji, pred cerkvijo pa se je v Harlemu zbralo več tisoč žalujočih. Med njimi številni aktivisti, poznane osebnosti. Odzivi na njegovo smrt so bili različni. Mnogi Malcolmovi kolegi in prijatelji, kot sta King ter James Baldwin so izrazili svojo žalost ter jezo. Mediji po svetu so poročali o tragediji, predvsem v Afriki pa tudi na Kitajskem. 

### Filozofija

#### Obdobje NOI
V času pripadnosti NOI je težko razločiti ali so se Malcolmova takratna prepričanja razlikovala od naukov NOI, a ko je zapustil organizacijo se je primerjal z lutko ventrilokvista, ki lahko govori le to, kar mu Elijah Muhammad naroči. 
X je verjel, da so temnopolti prvi ljudje sveta, in da so belci rasa hudičev, ki jih je ustvaril zlobni znanstvenik Yakub. NOI je verjel, da so temnopolti nadrejeni belcem, zato je poguba bele rase neizogibna. Verjel je, da je islam originalna vera temnopoltih, krščanstvo pa vera belcev. Medtem, ko je gibanje za civilne pravice nasprotovalo segregaciji, je X zagovarjal popolno separacijo temnopoltih ter belcev. NOI je predlagala ločeno državo za temnopolte Američane kot začasen ukrep do vrnitve temnopoltih v Afriko. Nasprotoval je tudi načelu nenasilnosti gibanja za civilne pravice in menil, da bi se temnopolti morali braniti.

#### Po zapustitvi NOI
Po zapustitvi, je X razglasil svojo voljnost do sodelovanja z vodilnimi člani gibanja civilnih pravic, a je imel svoje predloge za reformo nekaterih načel. Predlagal je preimenovanje na gibanje človekovih pravic, saj bi tako gibanje postalo mednarodno. V letih po zapustitvi NOI je sčasoma zapustil tudi njihova prepričanja. Ni več klical po separaciji temnopoltih ter belcev in belcev ni več videl na enak način kot v času pripadnosti NOI. V intervjuju z Gordanom Parksom, dva dni pred atentatom, je izrazil obžalovanje za svoja dejanja in prepričanja v času pripadnosti ter izrazil zadovoljstvo, da je to obdobje za njim. 

### Dela
Kjub temu, daj je Malcolm X podal veliko govorov in pisal, so bila njegova dela objavljena po njegovi smrti s strani drugih avtorjev. Nekaj primerov:
- The Autobiography of Malcolm X (1965) Alex Haley
- Malcolm X Speaks: Selected Speeches and Statements (1965) George Breitman
- The End of White World Supremacy: Four Speeches by Malcolm X (1971) Benjamin Karim
- The Last Speeches (1989) Bruce Perry

#### Filmi
- Malcolm X (dokumentarni film) (1972) režisiral Arnold Perl
- Malcolm X (dramski film) (1992) režisiral Spike Lee

Njegove upodobitve pa se prikažejo še v mnogih drugih filmih.

#### Odmevi v Sloveniji
Malcolmov vpliv je prisoten tudi v Sloveniji, kjer je večkrat omenjen v literaturi, na primer v študentski publikaciji Martin Luther King in Malcolm X : boj za državljanske in socialne pravice Afroameričanov avtorice Maje Ćurčić, članku Milka Poštraka Kje so subkulture danes? (IV) in številnih drugih delih dostopnih v NUK. 